# Bookeen
Bookeen est une entreprise française éditant et commercialisant des liseuses dont le Cybook Gen3, le Cybook Opus, Cybook Orizon et Odyssey. Pionniers dans le domaine, les cofondateurs de Bookeen, Laurent Picard et Michaël Dahan (ingénieur ESPCI), anciens employés de Cytale, ont participé au développement d'une des premières liseuses en 1998. Ils ont fondé Bookeen en 2003, en reprenant certains actifs de Cytale et en poursuivant le développement des livres électroniques.
En 2011, Bookeen inaugure sa propre librairie numérique, BookeenStore.com, avec des livres numériques (ebooks) en français dans un premier temps.
En 2013, Bookeen s'associe avec Carrefour pour créer 2 liseuses sous le nom commercial de « Nolim by Carrefour ».
En 2019, Tite-Live, fournisseur de logiciels de gestion et services numériques dédiés aux librairies, entre au capital de Bookeen.
La société est placée en redressement judiciaire le 6 octobre 2022. La reprise de ses actifs devant le tribunal de commerce de Paris est obtenue le 18 novembre 2022 par Vivlio.

## Liseuses produites
Bookeen produit les modèles Cybook Gen3, Cybook Opus, Cybook Orizon, Cybook Odyssey, Cybook Odyssey frontlight, et Cybook Odyssey HD frontlight. En 2017, les modèles sont Cybook Muse, Cybook Muse Light, Cybook Muse Frontlight, Cybook Muse HD, et un modèle au format plus grand (8 pouces au lieu de 6) : Cybook Ocean.
Les modèles vendus par Carrefour se nomment NolimBook et NolimBook+ et correspondent respectivement aux modèles Cybook Odyssey (sans éclairage) et Cybook Odyssey Frontlight (avec éclairage). La coque est identique, à la couleur près, mais la partie électronique est différente. Le logiciel intégré dans la version NoLim a aussi été fortement modifié : il est par exemple impossible à l'utilisateur de changer l'orientation de la tablette, ni de réaliser de recherche par dossier dans la liseuse. Il est néanmoins possible (mais non officiellement) d'y installer le firmware des Cybook Muse.